# Drapeau de Madrid
Ne doit pas être confondu avec Drapeau de la communauté de Madrid.

Drapeau de Madrid

Le drapeau de la ville de Madrid, capitale de l'Espagne, représente les armoiries de la ville sur fond pourpre. Il a été adopté le 28 avril 1967.
Les armoiries montrent un ours appuyé contre un arbousier, entourés d'un cadre bleu orné de sept étoiles blanches, qui représentent les sept astres les plus brillants de la constellation de la Grande Ourse. Le cadre est surmonté d'une couronne symbolisant la monarchie espagnole.